# زندگی پس از مرگ (آلبوم)
زندگی پس از مرگ (به انگلیسی : Life After Death) دومین و آخرین آلبوم هنرمند اهل ایالات متحده آمریکا نوتوریوس بی.آی.جی است که در ۲۵ مارس ۱۹۹۷ تنها ۱۶ روز پس از مرگش منتشر شد. این آلبوم بیش از ۵ میلیون نسخه در سراسر جهان فروش رفت و از آن به عنوان یکی از تاثیرگذارترین آلبوم‌های تاریخ رپ یاد می‌شود. این آلبوم سه سال پس از آلبوم اول او با نام آماده برای مردن منتشر شد.